# Isocrininae
De Isocrininae zijn een onderfamilie van de familie Isocrinidae, een familie van zeelelies.

## Geslachten
- Hypalocrinus A.H. Clark, 1908
- Isocrinus von Meyer, 1836 †
- Neocrinus Thomson, 1864